# Justin Fashanu
Justinus Soni "Justin" Fashanu (Hackney, 19 de fevereiro de 1961 - Shoreditch, 2 de maio de 1998) foi um futebolista inglês que atuava como atacante. É conhecido por ser o primeiro jogador de futebol a se assumir gay publicamente e faz parte desde 2020 do Hall da Fama do Futebol Inglês.

## Infância
Justin Fashanu nasceu em 19 de fevereiro de 1961, em Londres. Filho de imigrantes, o pai era um advogado nigeriano e mãe uma enfermeira guineense, o jogador foi abandonado por seus pais biológicos ainda na infância, em Londres, capital inglesa, passando a viver num orfanato. Outros dois membros de sua família continuaram com sua mãe, que explicou o abandono pelo fato de não ter condições de arcar financeiramente com a criação dos filhos.
Ao lado de seu irmão John, foi adotado quando tinha seis anos de idade por um casal, Alf e Betty Jackson, que morava no condado de Norfolk. Numa família estruturada, Fashanu se destacava em todas as escolas por onde passou por conta de sua intimidade com a bola. 

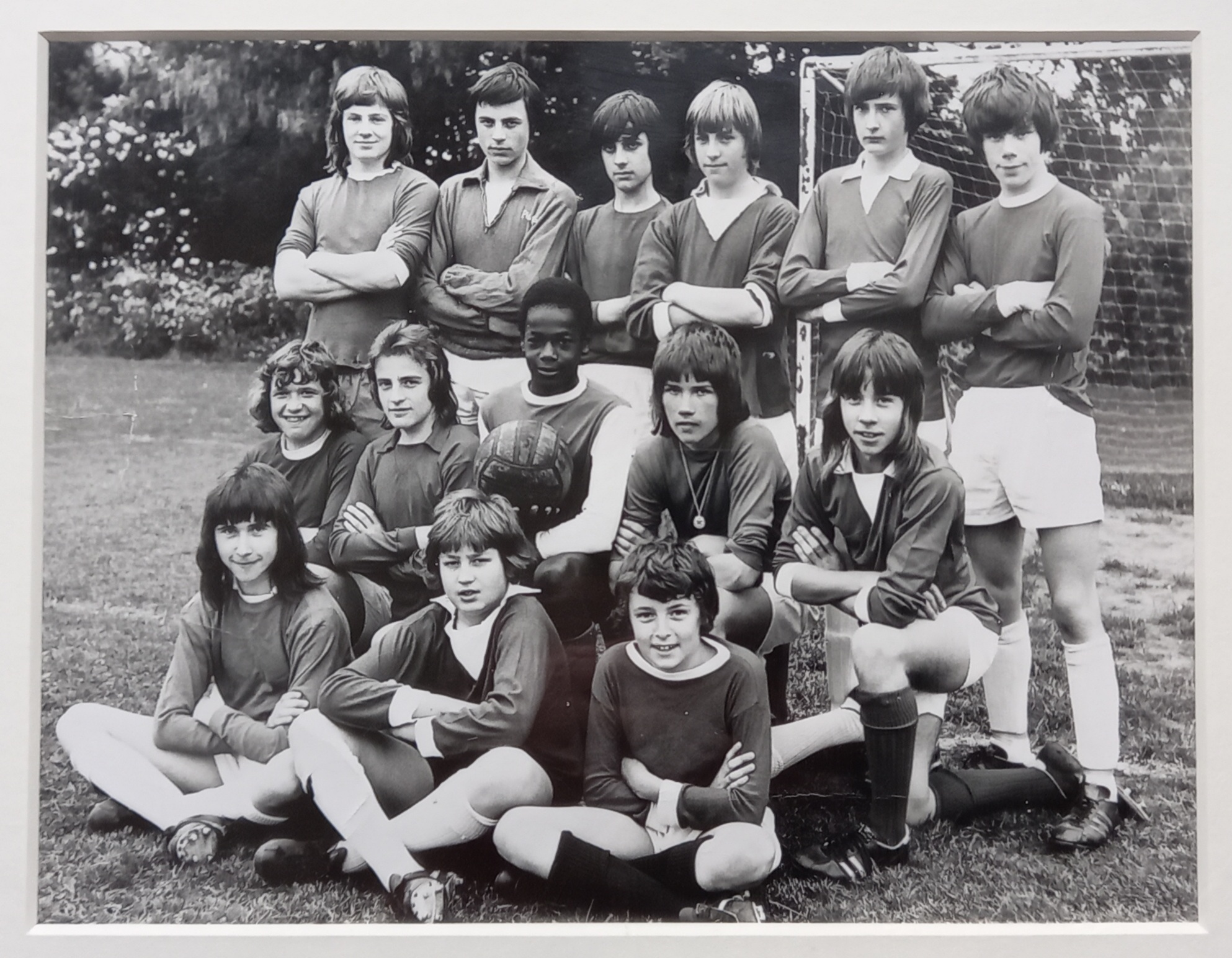
Justin e seu time na Attleborough High School em 1974.

Foi nessa mesma época que começou a ter de conviver com o racismo. Crescendo em um local de população majoritariamente branca, o jovem era um dos únicos negros da escola e do time, sendo discriminado em alguns momentos. Ainda assim, chamava a atenção como jogador e acabou parando nas divisões de base do Norwich City, então clube da primeira divisão inglesa.

## Carreira
Sua passagem por clubes, iniciava profissionalmente em 1978, no Norwich City. Com apenas 17 anos de idade, Fashanu já figurava no time principal da equipe, onde treinou desde as categorias de base. A estreia do centroavante aconteceu em dezembro de 1978, contra o West Bromwich Albion. Na temporada 1979/80, já consolidado na equipe profissional, Fashanu conseguiu ser coroado como o autor do melhor gol da temporada na primeira divisão inglesa num jogo contra o Liverpool.
Fashanu era uma estrela em ascensão no futebol inglês. Em 1981, o Nottingham Forest, na época bicampeão da Liga dos Campeões, pagou 1 milhão de libras para tirar o atacante do Norwich City. O jogador foi o primeiro negro a ser envolvido em uma transferência com altos valores.
Centroavante clássico, teve uma passagem meteórica pelo Norwich City e outra frustrante pelo Nottingham Forest, onde ficou entre 1981 e 1982, após isso, teve breves passagens por Adelaide City e Southampton, ambas por empréstimo. Jogou ainda em Notts County, Brighton & Hove Albion, Los Angeles Heat, Edmonton Brickmen, Manchester City e West Ham United até 1990.

Em 1990, Fashanu assumiu, em entrevista ao The Sun, que era homossexual, tornando-se o primeiro - e até hoje, único - jogador que disputava a Primeira Divisão inglesa a fazê-lo. Ao mesmo tempo, ele se tornou o primeiro jogador publicamente LGBT na história do futebol profissional mundial. A manchete de capa do tabloide (edição de 22 de outubro) dizia: £1m Football Star: I AM GAY (Estrela do futebol de 1 milhão de libras: EU SOU GAY). 
“Eu queria fazer algum coisa boa, então decidi dar o exemplo e sair do armário”, disse ele. 
A revelação foi recebida de maneira raivosa pelas pessoas de quem ele esperava ter apoio. Vários ex-companheiros de equipe reagiram mal à declaração, afirmando que os gays não tinham lugar em um esporte de equipe. O irmão de Justin, John Fashanu, que também era jogador profissional, não aceitava o fato dele ser gay e chegou a oferecer dinheiro para o atleta não se assumir publicamente.
Embora tenha dito que fora bem aceito por alguns de seus companheiros de equipe, o atacante admitiu abertamente que eles frequentemente faziam alguma piada maliciosa sobre sua orientação, e ele virou alvo de ofensas de várias pessoas graças à orientação sexual.  As declarações de que era homossexual custaram a Justin sua carreira, ele tentou se reerguer em clubes de baixíssima expressão (Southall, Hamilton Steelers, Toronto Blizzard, Leatherhead, Torquay United, Airdrieonians, Trelleborg, Heart of Midlothian e Adelaide City).
Eventualmente, sem motivação para continuar jogando em seu país, Fashanu resolveu se mudar para os Estados Unidos, para jogar no Atlanta Ruckus, então na inexpressiva Segunda Divisão da MLS. Depois do time fracassar nos playoffs de acesso, a direção rescindiu o contrato de Fashanu, que se mudou para a Nova Zelândia, onde jogaria pelo Miramar Rangers. Com a vontade de seguir atuando profissionalmente esgotada, pendurou as chuteiras no final de 1997. Ensaiou também uma carreira como treinador, quando foi escolhido para comandar o time Maryland Mania.

## Acusação de assédio
Fashanu estava a caminho de se tornar treinador de uma nova equipe, que estava em processo de fundação em Maryland nos EUA, mas nunca chegou a sê-lo. Em março de 1998, o ex-jogador foi acusado de estupro por um jovem de 17 anos. À época, a própria homossexualidade do inglês era considerada um crime no estado em que vivia. O ex-atacante foi interrogado pela polícia em 3 de abril, mas nada fora provado. Depois de algumas tentativas de prisão, ele decidiu retornar à Inglaterra. Em 9 de setembro, uma investigação feita em Londres mostrou que nenhuma ordem de prisão foi dada a Fashanu e que a Polícia dos EUA havia abandonado as investigações por falta de provas.

## Morte
Em um inquérito inicial, o legista londrino Dr. Stephen Ming Chan foi informado de que Fashanu havia ido a um conjunto de garagens, usadas como estacionamento, em Shoreditch, no dia 2 de maio de 1998, deixando um bilhete em um caderno filofax dentro de uma bolsa próxima. Fashanu entrou em uma das garagens por um buraco na parede e aparentemente se enforcou em uma viga transversal, segundo o inquérito.
 

No bilhete dizia:
"Eu percebi que já havia sido considerado culpado. Não quero mais ser uma vergonha para minha família e meus amigos. Ser gay e uma personalidade é muito difícil, mas não posso reclamar disso. Queria dizer que não agredi sexualmente o jovem. Ele teve sexo consensual comigo e, no dia seguinte, me pediu dinheiro. Quando eu recusei, ele falou 'espere e você vai ver só'. Se esse é o caso, eu ouço vocês dizerem, por que eu fugi? Bom, a Justiça nem sempre é justa. Senti que não teria um julgamento justo por conta da minha homossexualidade."
Familiares e amigos, incluindo seu irmão John, com quem não tinha contato, reuniram-se no Cemitério e Crematório da Cidade de Londres, perto de Manor Park, no leste de Londres, para uma cerimônia privada. Entre os presentes estava o ex-astro do Tottenham Hotspur, Garth Crooks. 
A cerimônia discreta, com a presença de cerca de 40 pessoas, começou com o hino cristão "Abide With Me". Uma fotografia deFashanu apareceu na frente da folha de ordem de serviço. Acima dela, havia uma inscrição que dizia: "Cristão, jogador de futebol, líder, treinador e membro querido de nossa família e amigo". Havia uma coroa de cravos de seu irmão com a inscrição: "A única coisa certa é que você está finalmente livre".

## Legado
A história de Justin Fashanu não ficou perdida no tempo. Até hoje, seu nome é lembrado com carinho por torcedores do Norwich City e hoje existe um grande mural pintado na parede de um pub, o Fat Cat and Canary, em Norwich. O Norwich, inclusive, tem uma torcida LGBT que também costuma lembrar Fashanu.
Fashanu foi listado na posição 99 no Top 500 de Heróis Lésbicas e Gays do jornal The Pink Paper, além de ter um time especial nomeado em sua homenagem para promover a inclusão de jogadores gays no futebol da Inglaterra, criado em março de 2009. Lançados em um evento com apoio da Associação Inglesa de Futebol em Brighton, os Justin Fashanu All-Stars.
Em 2013, compositor francês Jann Halexander, escreveu um réquiem – missa da Igreja Católica pós-morte – para o jogador. Em 2014, a banda inglesa Elephants and Castles lança seu primeiro single, intitulado “Fashanu“, em sua homenagem.
Em 2017, a Netflix lança o documentário "Forbidden Games: The Justin Fashanu Story." O filme documenta o frenesi da mídia que cercou a sexualidade do falecido astro do futebol e ecoa algumas das recentes especulações dos tabloides sobre a sexualidade dos jogadores da Premier League.

Em 19 de fevereiro de 2020, Justin Fashanu foi induzido ao Hall da Fama do Museu Nacional de Futebol em Manchester, na Inglaterra. Justin Fashanu será representado na cerimônia por sua sobrinha, Amal Fashanu, que em 2019 criou a The Justin Fashanu Foundation, instituição que luta contra a homofobia no futebol. A data escolhida para comemorar a sua entrada no Hall da Fama foi o foi o aniversário de 59 anos de Justin.